# Zinnia (Schiff)
Die Zinnia war eine britische Sloop der Flower-Klasse während des Ersten Weltkrieges, die als Minensucher sowie zum Geleitschutz und zur U-Boot-Jagd eingesetzt wurde. 1920 erwarb Belgien das Schiff für den Fischereischutz, 1940 beschlagnahmten die Deutschen die Zinnia und bauten sie zum Flakschulschiff Barbara um. Nach dem Krieg diente sie erst als Zinnia, dann als Breydel in der belgischen Marine und wurde 1952 abgewrackt.

## Bau und technische Daten
Die Zinnia gehörte zur zweiten Serie der Flower-Klasse des Ersten Weltkrieges, der Azalea-Klasse, von der 1915 insgesamt 12 Schiffe gebaut wurden. Die Zinnia wurde im Mai 1915 in Auftrag gegeben und bei Swan Hunter & Wigham Richardson in Newcastle upon Tyne unter der Baunummer 1.000 auf Kiel gelegt. Der Stapellauf erfolgte am 12. August 1915, die Indienststellung bei der Royal Navy am 15. September des Jahres.
Ihre Länge betrug 81,20 Meter, sie war 10,00 Meter breit und hatte einen Tiefgang von 4,10 Metern. Die Konstruktionsverdrängung betrug 1281 Tonnen (1020 standard, 1590 maximal). Der Antrieb bestand aus einer 4-Zylinder-Dreifach-Expansionsmaschine mit zwei Kesseln, die 1400 PS erzielte und auf eine Schraube wirkte. Damit erreichte sie eine Höchstgeschwindigkeit von 17 Knoten und bei 15 Knoten eine Reichweite von 3.700 Kilometern. Als Bewaffnung trug sie in der Royal Navy zwei einzelne 4,0-Zoll-Geschütze, also 102 mm (genannt werden auch zwei 4,7-Zoll-Geschütze, etwa 120 mm) und zwei einzelne Drei-Pfünder (entspricht 47 mm). Dies bei einer Besatzungsstärke 79 Offizieren und Mannschaften.

### Umbau 1941/1942
Nach der deutschen Besetzung Belgiens erfolgte 1941/42 auf der Cockerill-Werft in Antwerpen der Umbau zum Flakschulschiff, der das Aussehen völlig veränderte. Dabei wurde das Tiefdeck geschlossen, so dass Platz für zusätzliche Mannschaften gewonnen wurde. Gleichzeitig wurden die beiden Schornsteine durch einen einzigen ersetzt und die Deckaufbauten erweitert. Mit dem Gewicht der zusätzlichen Einbauten, Waffen und Mannschaften betrug die Höchstgeschwindigkeit nun 12 Knoten, die Reichweite 3700 Seemeilen bei 10 Knoten. Für ein Schulschiff reichte dies vollkommen aus, zumal mit den kohlebefeuerten Maschinen Treibstoff für andere Schiffe gespart wurde.
Für den Einsatz als Flakschulschiff wurde sie mit einer 105-mm-Flak, einer 37-mm- und bis zu zehn Flak vom Kaliber 20 mm ausgestattet, allerdings wechselte die Bewaffnung durchaus. So wird auch eine Bewaffnung von drei 105-mm-Flak, acht 37-mm- und zwölf 20-mm-Flak in der Literatur genannt.

## Geschichte

### 1915–1919 Royal Navy
Zum ersten Kommandanten wurde Lieutenant-Commander Graham F. W. Wilson bestellt, der am 7. September 1915 das Kommando übernahm und bis zur Übernahme des Minensuchers Cicero am 17. Mai 1919 behielt.
Während des Ersten Weltkrieges versah die Zinnia Einsätze im Mittelmeer und in der Irischen See. Im Mittelmeer bestanden ihre Aufgaben in der Minensuche ebenso wie im Geleitschutz und der U-Boot-Jagd. Anschließend operierte sie in der Irischen See mit den gleichen Aufgaben. Dabei kam es am 21. August 1917 im dichten Nebel zur Kollision mit dem US-Zerstörer Benham. Dieser wurde dabei am Heck so schwer beschädigt, dass er zu sinken drohte und von der Zinnia in den Hafen von Queenstown in Irland geschleppt werden musste. Während des gesamten Krieges ist eine Beteiligung der Zinnia an der Versenkung gegnerischer Schiffe nicht nachweisbar.
Nach dem Krieg wurden die meisten Schiffe der Flower-Klasse außer Dienst gestellt und verkauft oder abgewrackt. Die Zinnia versah 1919 zunächst noch Küstenpatrouillen in der Nordsee, bevor auch sie zum Verkauf anstand.

### 1920–1940 Fischereischutz Belgien
Die britische Regierung verkaufte die Zinnia am 19. April 1920 an Belgien, wo sie das 34 Jahre alte Fischereischutzschiff Ville d’Anvers ersetzte. Vor der Überführung aus Plymouth wurden sämtliche Waffen und das Minenräumgeschirr entfernt, da sie in den zivilen Fischereischutz kam. Sie behielt ihren Namen und den marinegrauen Anstrich und wurde im Juni 1920 in Dienst gestellt. Ihre Besatzungsstärke betrug nun 40 Offiziere und Mannschaften. Zu ihren zivil-hoheitsrechtlichen Aufgaben zählten die Kontrolle und Einhaltung internationaler Vorschriften über den Fischfang, die allgemeine Überwachung der Schifffahrt und die Sicherung der Küste.
1926 wurde die Zinnia zusätzlich der Marine als Schulschiff zur Verfügung gestellt und von der Navigationsschule Ostende genutzt. Auch nach Auflösung der Marine im März 1927 versah sie diese Aufgabe weiter. Die Besatzungsstärke als Schulschiff betrug neben den 40 Mann Stammbesatzung die gleiche Zahl von Offizieren und Unteroffizieren. Abseits der Routineaufgaben beteiligte sich die Zinnia zum 10. Jahrestag des britischen Angriffs auf Ostende von 1918 an der Rekonstruktion dieser Operation. Die Zinnia übernahm dabei die Rolle des britischen Kreuzers Vindictive. Einige Jahre später vertrat das Schiff vom 14. bis 17. Oktober 1937 Belgien bei den Feierlichkeiten zum 50. Geburtstag des Fischmarktes in Hamburg-Altona. Kurz nach diesem letzten Auslandsbesuch legten die Belgier das Schiff wegen praktischer Unbrauchbarkeit in Ostende auf.
Im Mai 1940 wurde es dem wieder gegründeten belgischen Marinekorps übertragen. In der Kürze der Zeit war keine Überholung bzw. Ausrüstung mehr möglich und es diente vor Ort als Wohnschiff.

### 1940–1945 Kriegsmarine
Nach dem Einmarsch der Wehrmacht in Belgien beschlagnahmten die Deutschen das in Ostende liegende Schiff und nutzten es dort ab 12. Juli 1940 weiter als Wohnschiff für Besatzungen der 2. Schnellboot-Flottille. Bereits im September des Jahres schleppten sie es nach Antwerpen, um es zum Artillerieschulschiff für Flakartilleristen umzubauen. Unter deutscher Aufsicht erfolgte der Umbau 1941–1942 dort auf der Cockerill-Werft. Noch während des Umbaus erhielt sie am 17. November 1941 den Namen Barbara – der Schutzheiligen der Artillerie. Am 4. Januar 1942 wurde sie von Kapitänleutnant Leopold Jagfeld bei der Küstenartillerieschule in Swinemünde in Dienst gestellt.
Dabei hatte sie eine Stammbesatzung von zwei Offizieren und 75 Mannschaften sowie als Schüler bis zu vier weitere Offiziere und 81 Mannschaften. Die Aufgabe als Schulschiff versah sie bis Kriegsende, zugleich diente sie ab 1943 zeitweilig als Begleitschiff der 14. Räumbootsflottille. Am Kriegsende schiffte sich der Kommandeur der Sicherungslehrdivision, Kapitän zur See d. R. Otto Lensch, während des Einsatzes in Stettin vorübergehend auf ihr ein.

### 1945–1952 Belgische Marine
Nach Kriegsende wurde das Schiff von den Briten in Emden entdeckt und als belgisches Schiff identifiziert. Im Juni 1945 brachten Angehörige der RNSB (Royal Navy Section Belge) das Schiff zurück nach Ostende. Es erhielt seinen alten Namen Zinnia zurück und wurde 1946 in Breydel umbenannt. In der belgischen Marine wurde schnell klar, dass das Schiff den aktuellen Anforderungen nicht mehr gewachsen war. 1952 wurde es wegen Überalterung und Unbrauchbarkeit abgebrochen.